# Oeax tricuspis
Oeax tricuspis es una especie de escarabajo longicornio del género Oeax, subfamilia Lamiinae. Fue descrita científicamente por Báguena en 1952. Se distribuye por Guinea Ecuatorial. Posee una longitud corporal de 11,5 milímetros.